# Limpa-folha-de-óculos
Limpa-folhas-d'óculos ou limpa-folha-de-óculos (Anabacerthia variegaticeps) é uma espécie de ave da família Furnariidae.
Pode ser encontrada nos seguintes países: Belize, Colômbia, Costa Rica, Equador, El Salvador, Guatemala, Honduras, México e Panamá.
Os seus habitats naturais são: florestas subtropicais ou tropicais húmidas de baixa altitude e regiões subtropicais ou tropicais húmidas de alta altitude.